# Šťáhlavy (zámek)
Zámek Šťáhlavy se nachází v okrese Plzeň-město v severní části obce Šťáhlavy (asi 2 km jihovýchodně od Starého Plzence). Pozdně renesanční budova s barokními přístavbami a se sousedním barokním kostelem svatého Vojtěcha je od roku 1963 kulturní památkou.

## Historie
První písemná zmínka o vesnici Šťáhlavy je z roku 1239. Ve 2. polovině 15. století patřila Doupovcům z Doupova a v 16. století Kokořovcům z Kokořova, kteří tu nechali na počátku 17. století postavit renesanční zámek a v jeho sousedství kapli sv. Vojtěcha. V roce 1710 koupili panství Černínové z Chudenic.
Heřman Jakub Černín z chudenické větve rodu učinil ze šťáhlavského zámku své hlavní sídlo. V roce 1762 dal kapli sv. Vojtěcha rozšířit na chrám a k zámku bylo v roce 1782 přistavěno jižní křídlo; obojí už v barokním slohu. Jeho syn Jan Vojtěch (1745–1816) nechal poblíž Šťáhlav v letech 1784–1789 postavit lovecký zámek Kozel a v letech 1785–1789 nechal opravit i nedaleké Nebílovy. Po vymření chudenické větve Černínů v roce 1816 přešly Šťáhlavy (i s Kozlem a Nebílovy) na spřízněný rod Valdštejnů. Za nich zámek přestal být šlechtickým sídlem a byl využíván k ubytování úředníků a k hospodářským účelům. Spolu s dalším majetkem mnichovohradištské linie Valdštejnů byly Šťáhlavy na základě Benešových dekretů v roce 1945 zkonfiskovány.
Po roce 1989 přešel zámek do soukromého vlastnictví, majitel ho částečně zrekonstruoval, vzniklo tu 6 bytů a část se měla upravit na hotel s restaurací, ale záměr se nepodařilo zrealizovat a zámek chátral. V roce 2016 byl založen Nadační fond přátel památek Plzeňského kraje, kterému se podařilo zámek odkoupit a který usiluje o obnovu zámku i jeho blízkého okolí.

## Popis
K areálu šťáhlavského zámku patří především hlavní zámecká budova (čp. 1) s barokní přístavbou druhého zámeckého traktu (čp. 263), a také sousední budova bývalého pivovaru a lihovaru (čp. 716). Hlavní budova je pozdně renesanční, má na jižním průčelí s volutovým štítem fasádu zdobenou sgrafitem. Na její východní straně jsou nižší přístavby obrácené do bývalého hospodářského dvora, s barokními štíty. Vlevo od nich, oddělená zídkou s barokní branou vedoucí do nádvoří, je druhá budova zámku.
Druhá zámecká budova je barokní, patrová, předstupuje až do jihozápadní ohradní zdi před zámkem, v níž je vlevo prolomena brána s vjezdem do malého obdélného nádvoří a na východě k ní zprava přiléhá budova pivovaru. Tato brána má dochovaný bosovaný portál s erby Kokořovců.
Severozápadně od hlavní budovy je původně barokní park, oddělený na západní straně od silnice architektonizovanou ohradní zdí. Ta je asi 80 m severně od zámku přerušena průčelím kostela sv. Vojtěcha, který je se zámkem sice historicky spojen, ale architektonicky je odlišný. Původně šestiboká kaple z 1. poloviny 17. století byla rozšířena ve 2. polovině 18. století o presbytář, sakristii a oratoř a byla upravena na pozdně barokní kostel se třemi kopulemi. Obdélníkový portál má trojúhelníkový štít se sochou sv. Vojtěcha. Na straně k zámku směrem do zahrady přiléhá ke kostelu bývalý zahradní pavilon.

## Další zajímavosti
V katastru obce Šťáhlavy jsou ještě další významné památky: pozůstatky pravěkého hradiště Sedlecká skála, a zámek Kozel, vybudovaný rovněž Janem Vojtěchem Černínem jako další součást někdejšího šťáhlavského panství.
Necelé 4 km je vzdálena zřícenina hradu Radyně.